# Barragem do Tua

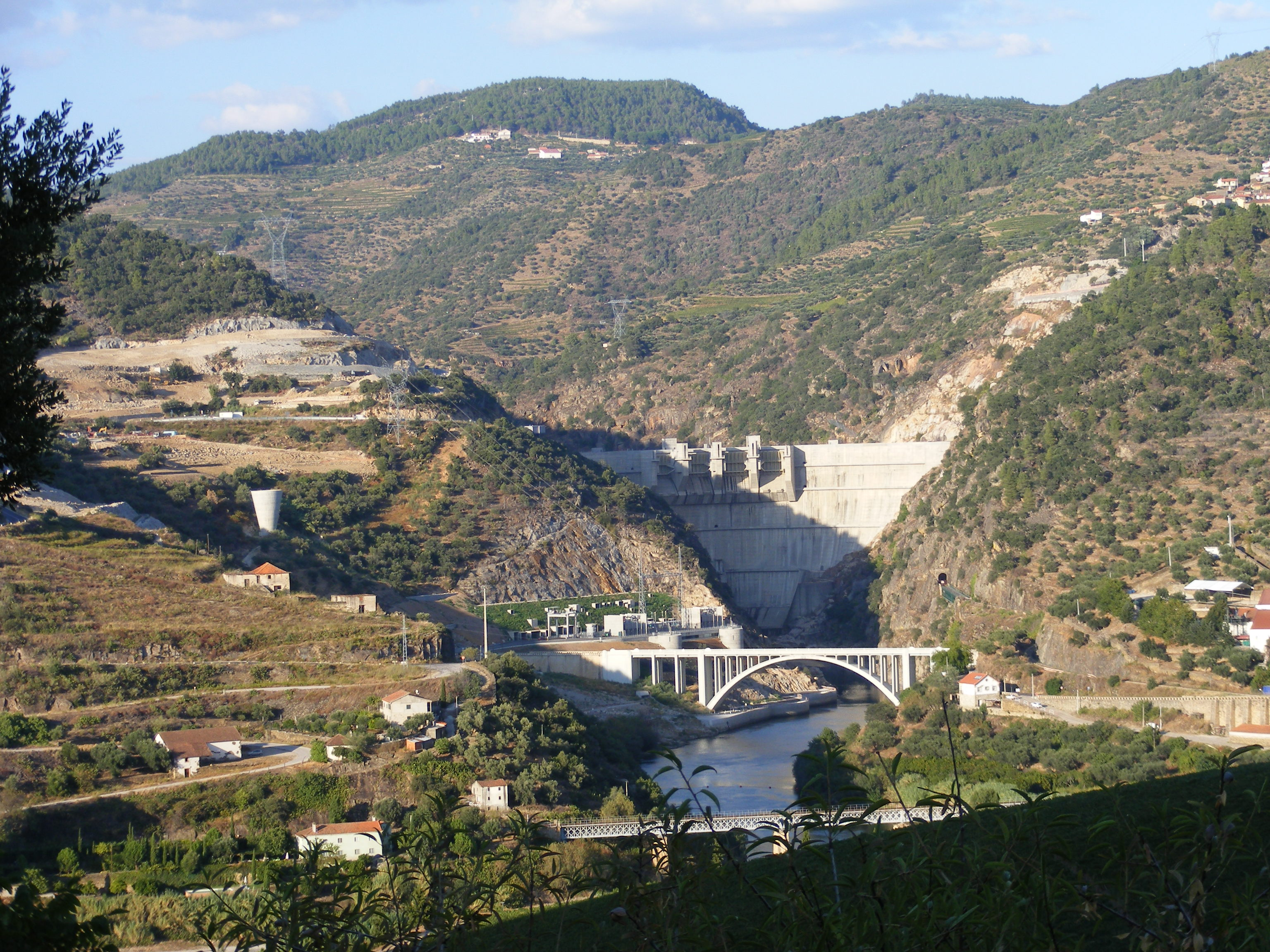

A Barragem do Tua, também conhecida como Barragem de Foz Tua ou Barragem de Foz-Tua, é uma barragem portuguesa destinada ao aproveitamento hidroeléctrico do rio Tua, localizando-se entre a freguesia de Castanheiro do Norte e Ribalonga, na margem esquerda do Tua e no município de Carrazeda de Ansiães do Distrito de Bragança, e a freguesia de São Mamede de Ribatua, na margem direita do Tua e no município de Alijó do Distrito de Vila Real.
A sua construção foi anunciada em 2006 no âmbito do chamado Plano Nacional de Barragens com Elevado Potencial Hidroelétrico (que previa a construção de mais 9 barragens), e tinha um custo previsto de 300 milhões de euros.
A barragem de Foz do Tua entrou em serviço em 2017, é constituído por uma barragem de abóboda de dupla curvatura e uma central subterrânea equipada com duas turbinas Francis reversíveis com uma capacidade total de 274MW e uma produção média anual de 305GWh, com uma potência de bombagem de 246MW.
A Barragem de Foz Tua é possivelmente uma das barragens mais controversas da história de Portugal, em grande parte porque a sua albufeira obrigou ao encerramento e submersão dos primeiros 16 quilómetros da linha ferroviária do Tua, cortando a sua ligação ao resto da rede ferroviária nacional e inviabilizando um futuro aproveitamento. A construção da Barragem motivou protestos de várias organizações ambientalistas e movimentos cívicos da região de Trás-os-Montes; contudo, ao contrário do que sucedeu com o também controverso projeto da Barragem de Foz Côa (em 1994–1995), nenhum dos dois principais partidos de Portugal (PS e PPD-PSD) se opôs à construção da Barragem do Tua, pelo que a Barragem acabou por ser construída e foi concluída em 2017.
Energias de Portugal vendeu a barragem ao consórcio francês Movhera, liderado pela Engie, em dezembro de 2019.

## Oposição e queixas
O projecto teve a oposição do Partido Comunista Português, Bloco de Esquerda e os Verdes, tendo os Verdes feito denúncias à UNESCO alegando estar em causa a classificação da UNESCO do Douro Vinhateiro como património da humanidade. A Quercus também efectuou denúncias à UNESCO, alegando que o "imenso estaleiro" em que se transformou aquela região classificada do Alto Douro Vinhateiro e que a sua construção representaria um "verdadeiro atentado a um património ambiental e cultural insubstituível".
Apesar das queixas, a UNESCO concluiu que a construção da barragem não põe me risco a classificação do Alto Douro Vinhateiro como Património Mundial.
Em 7 de dezembro de 2011, devido a receios de que a construção da barragem viesse a afectar a classificação da UNESCO do Douro Vinhateiro como Património da Humanidade, a EDP anunciou a reformulação do projecto da barragem com vista a mitigar o seu impacto. Com esse fim, a EDP declarou estar a trabalhar com o arquitecto Souto Moura "para conseguir a melhor solução possível e para que a barragem venha a constituir um valor acrescentado para o local".
A 18 de Setembro de 2013, a EDP deu início à segunda fase da construção da barragem.  O director do projecto, Freitas da Costa, indicou também que o risco de desclassificação por parte da UNESCO do Douro Património Cultural estava já "completamente ultrapassado".
Dois dias após as declarações, a 2013-09-20, o Tribunal Administrativo e Fiscal de Mirandela aceitou uma providência cautelar interposta pelo movimento "Plataforma Salvar o Tua" com o objectivo de parar a construção da barragem.
A 2013-10-04 foi divulgado que a EDP contestou a providência cautelar, tendo as obras prosseguido.

## Linha do Tua
Um novo plano de mobilidade foi a principal contrapartida imposta pela submersão de quase 20 quilómetros da linha do Tua.
Em 2017, o plano está pronto com barcos para navegar na nova albufeira, entre o Tua e a Brunheda, e um novo comboio turístico, da responsabilidade do empresário Mário Ferreira, para fazer os cerca de 30 quilómetros de ferrovia que restaram entre a Brunheda e Mirandela.
A EDP entregou 10 milhões de euros ao operador turístico para dinamizar o projeto, com um figurino que inclui também comboio para servir a mobilidade quotidiana das populações ribeirinhas do Tua.

## Acidentes de trabalho
Em 27 de maio de 2006, Armando Sabrosa, arqueólogo de 42 anos envolvido na elaboração de um estudo de impacto ambiental do projecto da barragem, morreu após uma queda de uma escarpa na zona de Fragas Más.
Em 30 de agosto de 2011, três trabalhadores foram feridos devido ao derrube de uma plataforma elevadora.
Em 26 de janeiro de 2012, três trabalhadores morreram ao ficarem soterrados após um deslizamento de terras.
Em 8 de fevereiro de 2012, cinco trabalhadores foram feridos, um deles com gravidade, em um acidente na execução do desvio provisório da Estrada Nacional 212. Os trabalhadores, que se encontravam na margem esquerda do rio a proceder à montagem de cofragens na boca de saída do túnel de derivação provisória do rio, foram atingidos por fragmentos de rocha projectados durante o desmonte de rocha que era efectuado na margem direita.
Em 24 de maio de 2014, um trabalhador de 50 anos morreu após uma queda.

## Estudo de Impacto Ambiental
- Resumo Não-Técnico. Novembro de 2008.
- Relatório de Consulta Pública. Março de 2009.
- Declaração de Impacto Ambiental. 11 de Maio de 2009.
- 1.ª alteração à Declaração de Impacto Ambiental. 18 de Junho de 2009.
- 2.ª alteração à Declaração de Impacto Ambiental. 28 de Dezembro de 2016.